# Sarcinodes aequilinearia
Sarcinodes aequilinearia là một loài bướm đêm trong họ Geometridae.